# 11:11 (chanson de Megara)
Singles de Megara
Arcadia
(2022)
Chansons représentant Saint-Marin au Concours Eurovision de la chanson
Like an Animal de Piqued Jacks
(2023)
11:11 est une chanson du groupe de rock et de metal alternatif espagnol  Megara. À la suite de sa victoire à l'émission Una voce per San Marino 2024, elle est sélectionnée pour représenter Saint-Marin au Concours Eurovision de la chanson 2024.

## Contexte et composition
La chanson est écrite par Roberto la Lueta Ruiz et Sara Jiménez Moral et est composée par Issa Dante Ramos Solomando,. Elle est publiée le 15 février 2024 par le label Indica dans le cadre de sa participation à l'émission Una voce per San Marino 2024.
Dans un communiqué de presse, le groupe déclare que la chanson a été écrite en « quelques jours » avec l'intention de faire quelque chose qu'il n'avait jamais composé musicalement auparavant. De nombreux médias décrivent la chanson comme une chanson rock qui a des « notes » de guitare flamenco. La chanson elle-même s'inspire des expériences du groupe, qui dit à ses détracteurs dans un « message d'emmerde » que même s'ils tentent de leur briser le cœur, il sera toujours aimé des autres.
Le groupe avait déjà tenté de participer à l'Eurovision, en 2022 et 2023 en participant au Benidorm Fest (sélection nationale espagnole) mais les deux tentatives ont échoué. Dans une ultime tentative, il décide de participer à Una Voce per San Marino 2024 pour avoir une chance de participer à l'Eurovision 2024.

## Clip vidéo
La chanson s'accompagne d'un clip vidéo réalisé par Javier Bragada et qui sort le 21 février 2024. Il met en scène les membres du groupe dans un bureau devant deux dirigeants qu'ils finissent par attacher et bâillonner.

## Eurovision 2024

### Una voce per San Marino 2024
La chaîne de télévision de Saint-Marin San Marino RTV (SMRTV) organise un concours à 129 candidatures nommé Una voce per San Marino 2024, pour sélectionner son candidat à l'Eurovision 2024. Ce concours comprend 6 demi-finales (30 ou 31 chansons par demi-finale)et une finale à 17 chansons. Lors de la finale, le gagnant est choisi uniquement par des jurys.
Megara est officiellement annoncé comme participante au concours le 30 janvier 2024. Ils ont été tirés au sort pour se produire en 23e position lors de la deuxième demi-finale des chansons étrangères et se sont qualifiés pour le tour de la deuxième chance durant lequel Ils se qualifient pour la grande finale dès le tour de la deuxième chance. Lors de la finale, ils se produisent en 17e position  et lorsque les résultats sont annoncés, le groupe est annoncé vainqueur avec leur chanson 11:11 et est sélectionné pour représenter Saint-Marin au Concours Eurovision de la chanson 2024.

### À l'Eurovision
À l'Eurovision, Saint-Marin se produit lors de la deuxième moitié de la deuxième demi-finale le 9 mai 2024  à laquelle votent l'Espagne, la France et l'Italie ainsi que «le reste du monde » . En cas de qualification, le pays  participera à la finale le 11 mai 2024 .